# Деббі Стабенау
Дебора (Деббі) Енн Грір (англ. Deborah Ann Greer; нар. 29 квітня 1950), пізніше Стабенау (англ. Debbie Stabenow) — американська політична діячка, сенаторка США від штату Мічиган, членкиня Демократичної партії.

## Біографія
1972 року здобула в Університеті штату Мічиган ступінь бакалавра, 1975 року там же — ступінь магістра у сфері соціального обслуговування. У 1975—1978 роках працювала в соціальних службах округу Інгем, у 1979—1990 роках перебувала в Мічіганській Палаті представників, у 1991—1994 роках — у Сенаті штату Мічиган.
У 1994 стала напарницею Говарда Вольпе, який безуспішно боровся за посаду губернатора Мічигану.
1996 року на виборах до Палати представників США здобула перемогу у 8-му виборчому окрузі Мічигана над володарем мандату, республіканцем Діком Крайслером (їх передвиборну кампанію назвали найдорожчою — згідно з офіційними звітами станом на 30 червня він витратив 818 тис. доларів, а вона — 818 тис. доларів). — 771 тисячу). Інформаційну підтримку Стабенау надало найбільше профоб'єднання АФТ-КПП, яке підготувало рекламні ролики із критикою політичних позицій Крайслера.
У 2000 році перемогла на виборах до Сенату Спенсера Абрагама і 3 січня 2001 року вступила на посаду сенаторки від Мічигану.
6 листопада 2012 року вдруге відстояла свій мандат у протистоянні з республіканцем Пітом Хукстра.
Секретарка фракції Демократичної партії в Сенаті США (2005—2007), голова Комітету з сільського господарства, продовольства та лісового господарства (2011—2015), заступниця голови (2011—2017) та голова (з 2017) Політичного комітету Демократична партія в Сенаті.